# Derris microptera
Derris microptera är en ärtväxtart som beskrevs av George Bentham. Derris microptera ingår i släktet Derris och familjen ärtväxter. Inga underarter finns listade i Catalogue of Life.